# Mélisey (Haute-Saône)
Mélisey is een gemeente in het Franse departement Haute-Saône (regio Bourgogne-Franche-Comté). De plaats maakt deel uit van het arrondissement Lure. Mélisey telde op 1 januari 2022 1.643 inwoners.

## Geografie
De oppervlakte van Mélisey bedroeg op 1 januari 2022 20,67 vierkante kilometer; de bevolkingsdichtheid was toen 79,5 inwoners per km².

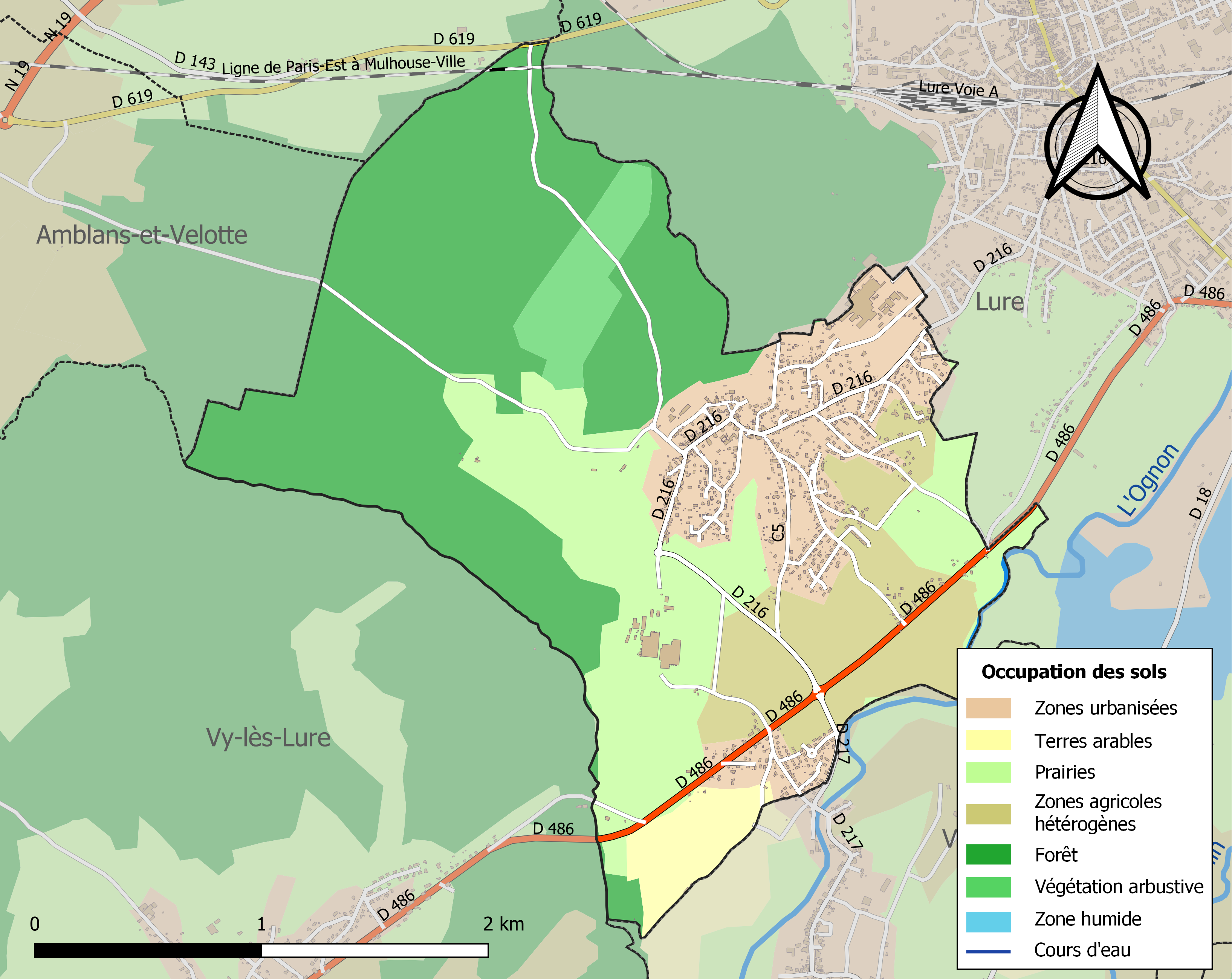
Kaart van de gemeente met de belangrijkste infrastructuur, bodemgebruik en omliggende gemeenten

## Demografie
Onderstaande figuur toont het verloop van het inwonertal (bron: INSEE-tellingen).

## Geboren
- Thibaut Pinot (1990), wielrenner